# جمهوری سوسیالیستی آذربایجان شوروی
جمهوری سوسیالیستی آذربایجان شوروی (آذربایجان شوروی؛ (به ترکی آذربایجانی: Azərbaycan Sovet Sosialist Respublikasi / Азәрбајҹан Совет Сосиалист Республикасы)، (به روسی: Азербайджанская Советская Социалистическая Республика [АзССР]، آوانگاری: Azerbaydzhanskaya Sovetskaya Sotsialisticheskaya Respublika [AzSSR]))، یکی از جمهوری‌های تشکیل‌دهندهٔ اتحاد جماهیر شوروی سوسیالیستی بود که در شرق قفقاز جنوبی وجود می‌داشت که بین سال‌های ۱۹۲۰ تا ۱۹۹۱ متشکل بود.
این جمهوری در ۲۸ آوریل ۱۹۲۰ پس از شورش بلشویک‌های باکو و تصرف جمهوری خلق آذربایجان توسط ارتش سرخ تشکیل شد که تحت کنترل مسکو قرار داشت. برای مدتی تمام احزاب به جز حزب کمونیست آذربایجان در داخل ممنوع شد. و همچنین ترور رهبران احزاب و رهبران سابق جمهوری دموکرات آذربایجان در دوران استالین آغاز شد. از ۱۲ مارس ۱۹۲۲ تا ۵ دسامبر ۱۹۳۶، این جمهوری، همراه با ارمنستان شوروی و گرجستان شوروی، جمهوری سوسیالیستی ماورای قفقاز شوروی را تشکیل می‌دادند. اما در دسامبر سال ۱۹۳۶ این جمهوری منحل شد. در سال ۱۹۹۰، جمهوری سوسیالیستی آذربایجان به جمهوری آذربایجان تغییر نام داد و یک سال بعد، با فروپاشی اتحاد جماهیر شوروی، در روز ۳۰ اوت ۱۹۹۱ اعلام استقلال کرده و به صورت کشوری مستقل درآمد.